# Коулман, Шарлотта
Шарло́тта Нино́н Ко́улман (англ. Charlotte Ninon Coleman; 3 апреля 1968 года, Ислингтон, Лондон, Англия — 14 ноября 2001 года, Холлоуэй, Ислингтон, Лондон, Англия) — английская актриса.

## Биография
Шарлотта Нинон Коулман родилась 3 апреля 1968 года в Лондоне (Англия) в семье актрисы Энн Бич (род. 1938) и телевизионного продюсера Фрэнсиса Коулмана (1924—2008). Её младшая сестра — актриса Лиза Коулман (род. 1970).
Карьера Шарлотты началась в конце 1970-х годов, когда она была ребёнком. Всего за свою актёрскую карьеру Коулман сыграла чуть больше 30 ролей в фильмах и телесериалах.
В 1995 году она была номинирована на премию Британской академии в номинации «Лучшая женская роль второго плана» за роль Скарлетт в фильме «Четыре свадьбы и похороны».
В 1987 году погиб 23-летний Джонатан Лайкок, друг Шарлотты. После его смерти актриса постоянно переживала депрессии. На нервной почве у неё появились проблемы со здоровьем, в частности с пищеварением, девушка заболела анорексией и булимией.
Во вторник 13 ноября 2001 года Шарлотта находилась в гостях у своей семьи. Вечером этого же дня она жаловалась на плохое самочувствие, но несмотря на предложение родителей остаться у них на ночь актриса отправилась домой. На следующее утро родители не могли ей дозвониться. Обеспокоенная мать Шарлотты отправилась к ней на квартиру, где нашла её лежащей на полу без сознания. Её ингалятор был в другой комнате. Шарлотту доставили в госпиталь Whittington в северном Лондоне, где была констатирована её смерть. Причина смерти — приступ астмы.

## Фильмография
| Год       |   | Русское название                     | Оригинальное название              | Роль             |
| --------- | - | ------------------------------------ | ---------------------------------- | ---------------- |
| 2002      | ф |                                      | Double Act                         | Мисс Дебенхем    |
| 2001      | ф | Закон о любви                        | A Loving Act                       | Джейн Томпсон    |
| 2001      | с |                                      | McCready and Daughter              | Шелли Беннетт    |
| 1999      | ф | Подстава                             | Bodywork                           | Тиффани Шейдс    |
| 1999      | с | Любовь в 21 веке                     | Love in the 21st Century           |                  |
| 1999      | ф | Славные люди                         | Beautiful People                   | Портия Торнтон   |
| 1998      | ф |                                      | Shark Hunt                         |                  |
| 1998      | ф | Человек с дождем в ботинках          | The Man with Rain in His Shoes     | Эллисон Хэйес    |
| 1998      | ф | Мстители                             | The Revengers' Comedies            | Норма            |
| 1998—1999 | с | Каким вы хотите меня?                | How Do You Want Me?                | Лиза Лайонс      |
| 1996      | ф |                                      | Giving Tongue                      | Барб Гэйл        |
| 1996—2000 | с | Ежевичная поляна                     | Brambly Hedge                      | Примроуз Вудмаус |
| 1996      | ф | Девочки любят иначе                  | Different for Girls                | Элисон           |
| 1995      | ф |                                      | Mrs. Hartley and the Growth Centre | Луиза            |
| 1995      | ф | Нерешительность Поппи Кэрью          | The Vacillations of Poppy Carew    | Мэри             |
| 1995      | ф | Настольная книга молодого отравителя | The Young Poisoner's Handbook      | Уинни            |
| 1994      | ф |                                      | Low Level Panic                    | Мэри             |
| 1994      | с | Уиклифф                              | Wycliffe                           | Лаура Кесселл    |
| 1994      | ф | Четыре свадьбы и похороны            | Four Weddings and a Funeral        | Скарлетт         |
| 1993      | ф |                                      | Olly's Prison                      | Шила             |
| 1993      | ф | Карта человеческого сердца           | Map of the Human Heart             | Джули            |
| 1990      | ф |                                      | Sweet Nothing                      | Рос              |
| 1989      | ф |                                      | Bearskin: An Urban Fairytale       | Кейт             |
| 1989      | с | На свете есть не только апельсины    | Oranges Are Not the Only Fruit     | Джесс            |
| 1989      | ф |                                      | A View of Harry Clark              |                  |
| 1987      | с |                                      | The Dark Angel                     | Милли            |
| 1987      | ф |                                      | Inappropriate Behaviour            | Хелен Брадсли    |
| 1987—2000 | с | Инспектор Морс                       | Inspector Morse                    | Джессика Уайт    |
| 1986      | ф |                                      | Insurance Man                      | швея             |
| 1985—2002 | с | Один экран                           | Screen One                         | Рос              |
| 1984—2010 | с | Чисто английское убийство            | The Bill                           | Шарон Палмер     |
| 1982      | с |                                      | The Comic Strip Presents...        |                  |